# Romano Božac
Romano Božac (Matiki kraj Žminja, 25. lipnja 1942. – Zagreb, 27. veljače 2020.) bio je agronom i sveučilišni profesor. 

## Biografija
Na Agronomskom fakultetu Sveučilišta u Zagrebu diplomirao 1967., magistrirao biotehničke znanosti 1973.,na istom fakultetu doktorirao 1980. godine. Od 1969. godine radi kao znanstvenik i predavač na Agronomskom fakultetu Sveučilišta u Zagrebu, predaje kolegije : Kakvoća i prerada mesa, Fermentirani mesni proizvodi, Objekti i oprema u tehnologiji mesa te predmet Gljivarstvo kojeg je utemeljio 1994. Suradnik je Leksikografskog zavoda Miroslav Krleža i Kliničkog bolničkog centra Rebro te Kliničke bolnice Dubrava u slučaju trovanja gljivama. Patentirao je 36 proizvoda od mesa s gljivama, otkrio je tajne rasta čistih kultura i komercijalno proizvodio micelij za proizvodnju raznih vrsta gljiva, vodio projekt i zaštitio Istarski pršut te vodio projekt zaštite dalmatinskog pršuta. Na Agronomskom fakultetu je izabran za Docenta 1985.,Izvanrednog profesora 1992, Redovitog profesora 1998 i Redovitog profesora trajno zvanje 2000. 
Osnovao gljivarsko društvo "Kamilo Blagaić" 1983., zatim gljivarsko društvo  "Martinčica" Labin 1985 i "Ožujka" Rijeka 1985., te utemeljuje časopis "Gljivarstvo" 1984. Nakon Kamila Blagaića 1931., objavljuje u bivšoj državi prvu knjigu na hrvatskom jeziku "Gljive naših krajeva" (1976.). Otkrio je, opisao i slikom objavio 43 nove vrste gljiva ( Tuber donnagoto, Tuber decipiens, Xerocomos labirintiformis croaticus, Dictyophora croatica, Auricularia loranthinum, Lepista glaucocana var. campestris itd. Autor je brojnih znanstvenih projekata i građevinsko-tehnoloških projekata za proizvodnju gljiva i pršuta. 
Objavio je 64 znanstvena rada, 160 stručnih i popularnih radova u brojnim časopisima i raznim tiskovinama,19 knjiga o gljivama od kojih je 5 prevedeno na njemački (Das neue Pilzbuch in Farbe, 1980.), makedonski (Gabi,1996.), slovenski ( Gobarski vedež,1988., Gobarjeva kuhinja 1987 i Gobarjeva kuhinja 1988.). Knjigu poezije i eseja "Lice i naličje nedorečene istine" objavio je 2000. godine. Uredio je i recenzirao sedam knjiga o gljivama s njemačkog, engleskog i talijanskog jezika ( Edmund Garnweidner: Naturfuhrer Pilze, GMBH, München,1985., Gerrit J. Keizer: Mushroom Encyclopedia, Lisse,1996., Bielli Etore: Gude Compact De Agostini, Novara,199., Peter Jordan: Wild mushrooms Bible, London, 2002., Peter Jordan: Mushroom Identifier, London, 2002., Bruno Tesaro: Funghi in tasca, Milano, 2012., Paolo Cugildi: Funghi, delle nostre montagne da bocchi e prati, Edizioni del Baldo, 2010.). Autor je 110 izložbi gljiva u Hrvatskoj i inozemstvu (1978 - 2016.). Utemeljio je Hrvatski Mikološkio- Gljivarski Savez i bio prvi predsjednik ( 2006 - 2010). Osnovao je Jedinstveni Muzej gljiva u Zagrebu 2013. godine, osobno je determinirao i liofilizirao 1500 vrsta gljiva iz Hrvatske i brojnih zemalja svijeta. Gljive su izložene u vitrinama kao trajni eksponati, a po boji, veličini i obliku izgledaju kao da su žive, što je jedinstveno djelo i svjetski rekord.
Za HRT je snimio projekt Leksikon gljiva u 40 emisija, napisao je scenarij i vodio projekt Život gljiva za Internacionalni sveučilišni televizijski program (Université Radiophonique et Televisuelle Internationale, (1998.) Dobitnik je brojnih nagrada i odlikovanja iz Inozemstva i Hrvatske: The Platinum Record for Exceptional Performance, Award for Superior Talent (1997.), ABI, USA, International Man of the year, IBC, (1998.), Cambridge, England, Zlatnim slovima mu je posvećen Internacionalni rječnik biografija znamenitih ljudi svijeta, Dictionary of International Biography, Twenty eight Edition, pp. 44, Royal Edition (2000.) Cambridge, England, Posvećena (Dedicated) mu je i knjiga The International Directory of Distinguished Leadership, seventh Edition (1998.), ABI, North Carolina, USA, u kojoj je objavio pjesmu posvećenu kćerki Bojani na hrvatskom jeziku " Mojem cvjetiću" ( To my flower). Biografiju R. Bošca objavili su brojni inozemni i domaći rječnici, leksikoni, enciklopedije i druge knjige.
Dobitnik je nagrade J. J. Strossmayer (1994.), za izdavački pothvat "Gljive", sistematika, morfologija, toksikologija, Nagrada grada Zagreba (1997.), Državna nagrada za promicanje znanosti (1999.), "Zlatna kuna", Životno djelo kojim je zadužio hrvatsko gospodarstvo i državu u cjelini, HGK (2010.), Životno djelo za promidžbu znanosti o gljivama (2011), HMGS, Državno odlikovanje, Red Danice hrvatske s likom Ruđera Boškovića za znanost (2010.), Spomen medalja Sveučilišta u Zagrebu (2012.), "Zahvalnica" Agronomskog fakulteta Sveučilišta u Zagrebu (2012.),  "Zahvalnica" za zaštitu Istarskog pršuta, prvog hrvatskog proizvoda s oznakom izvornosti (EU) i brojne druge nagrade, povelje, priznanja i zahvale. 
Samostalno je objavio kapitalno djelo u dva sveska, "Enciklopedija gljiva", Školska knjiga, Zagreb, 2005., 2008., s ukupno 1567 stranica i 2000 originalnih briljantnih slika gljiva u boji. 